# İlkay Gündoğan
İlkay Gündoğan (Gelsenkirchen, 24 de octubre de 1990) es un futbolista alemán de ascendencia turca que juega como centrocampista en el Manchester City F. C. de la Premier League.

## Trayectoria

### Inicios
Hijo de padres turcos, a los 5 años se unió a las filas del Hessler, un equipo satélite del Schalke 04 para empezar a formarse. Más tarde entró en el Buer (equipo de divisiones inferiores) y pronto llamó la atención del VfL Bochum.

### F. C. Nürnberg
El centrocampista se trasladó a la edad de 18 años del VfL Bochum a 1. FC Nürnberg. Debutó en la Bundesliga el 19 de septiembre de 2009, en un partido de visitante contra el Bayern de Múnich. Su primer gol vino el 20 de febrero de 2010 en un partido en casa, de nuevo contra el Bayern.

### Borussia Dortmund
El 5 de mayo de 2011 se anunció que Gündoğan firmó un contrato de cuatro años con el Borussia Dortmund. Su buena temporada con el equipo Borusser le llevó a estar en la Euro 2012 con las demás estrellas del combinado germano de Joachim Löw. Llegó con su equipo al subcampeonato en la competición germana y a subcampeón de Europa siendo una pieza fundamental en la medular del conjunto de la cuenca del Ruhr en esas competiciones.
En la temporada 2012-13 ha eclipsado tanto el recuerdo como el regreso de Nuri Sahin. Jugando al lado de Marco Reus, Mario Götze, Robert Lewandowski o Jakub Błaszczykowski, su precisión en el toque y su capacidad asociativa le hacen indispensable. No destaca por sus goles, pero en su segunda temporada, nadie discute su importancia en el sistema del entrenador Jürgen Klopp. Durante la Final de la Champions League 2012-2013 en Londres, Inglaterra en el estadio de Wembley anotó un gol por medio de la vía penal. Final que perdería el Borussia frente al Bayern 2-1.
Comenzó de buena manera la temporada 2013-2014 tras proclamarse como campeón de la Supercopa de Alemania el 27 de julio de 2013 en el Signal Iduna Park contra el Bayern de Múnich por 4-2, partido en el que originó el autogol de Daniel van Buyten y anotó el tercer gol del Dortmund. El 10 de agosto fue titular en el debut por la Bundesliga 2013-14 en la goleada por 0-4 sobre el Augsburgo, siendo reemplazado a los 57 minutos por Jakub Błaszczykowski. Tras disputar el 14 de agosto un amistoso por la selección contra Paraguay, sufrió una grave lesión en la espalda que requirió cirugía, lo cual trajo como consecuencia que se perdiera prácticamente toda la temporada 2013-14. Debido a esto, solo tuvo tres apariciones en la temporada (1 en Bundesliga, 1 en la Supercopa de Alemania y 1 en la Copa de Alemania). A pesar de su prolongada inactividad, en abril de 2014 se anunció su renovación con el club, ampliándose el contrato hasta junio de 2016. En la Bundesliga, el Dortmund nuevamente culminó en el segundo lugar, a 19 puntos de su rival, el Bayern de Múnich.

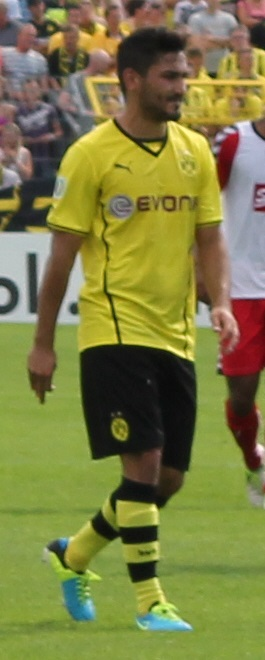
Gündoğan jugando para el Borussia Dortmund en 2013.

En junio de 2014 se sometió a una cirugía en la espalda que le mantendría otros tres meses adicionales fuera de las canchas. Debido a esto, no participó en la obtención de la Supercopa de Alemania 2014, donde su equipo venció el 13 de agosto por 2-0 al Bayern de Múnich. Tras más de 14 meses fuera de las canchas, realizó su retorno el 18 de octubre siendo titular por la octava fecha de la Bundesliga 2014-15 frente al Colonia, encuentro que acabó con derrota por 2-1 en el que además fue sustuituido en los descuentos por Neven Subotić. Tras empezar a jugar con más regularidad, el 5 de diciembre anotó el gol con el que vencieron por 1-0 al Hoffenheim, resultado que les permitió abandonar el último lugar de la Bundesliga. Tras una primera mitad de temporada donde el equipo se vio envuelto en una mala racha llegando ubicados en puestos de descenso, en la segunda mitad de Bundesliga el equipo logra recuperarse futbolísticamente, en parte gracias a la recuperación de Gündoğan y de Marco Reus más el aporte goleador de Pierre Emerick Aubameyang. El 20 de febrero de 2015 convirtió en la victoria por 2-3 sobre el Stuttgart. Volvería a anotar el 11 de abril en la derrota por 3-1 frente al Borussia Mönchengladbach. A pesar de esta derrota, el Borussia Dortmund siguió cosechando triunfos en la Bundesliga hasta terminar en el séptimo lugar de la tabla, revirtiendo el mal comienzo de torneo y logrando la clasificación a la tercera ronda de previa de la próxima Liga Europa de la UEFA. El 28 de abril fue titular en la semifinal de la Copa de Alemania frente al Bayern de Múnich, la cual terminó en empate a 1 en el tiempo reglamentario. En la definición a penales, Gündoğan y Sebastian Kehl marcarían sus lanzamientos, dándole la victoria y la clasificación a la final al Borussia Dortmund. Dos días después, se anunció que no renovaría su contrato con el Dortmund que expirará el 30 de julio de 2016. La final de la Copa de Alemania se realizó el 30 de mayo en el Estadio Olímpico de Berlín frente al Wolfsburgo, participando como titular sin poder evitar la derrota por 1-3. Finalizó la temporada con 3 anotaciones y 5 asistencias en 33 partidos jugados en todas las competencias. 
Tras varias negociaciones, el 1 de julio firmó una extensión de contrato que le mantendrá en el equipo hasta 2017. Para la temporada 2015-16 llegó Thomas Tuchel como nuevo entrenador en reemplazo de Jürgen Klopp, quien mantuvo a Gündoğan en el equipo titular. Su primer gol en la temporada lo marcó el 27 de agosto en la goleada por 7-2 sobre el Odd por el partido de vuelta de la cuarta ronda previa de la Liga Europa de la UEFA 2015-16. El equipo mantuvo un muy buen rendimiento en las primeras jornadas, logrando el mejor inicio de la historia de la Bundesliga, con 4 victorias de 4 posibles. El 28 de octubre anotó de penal y asistió a Gonzalo Castro en la abultada victoria por 7-2 sobre el SC Paderborn 07 por la segunda ronda de la Copa de Alemania. Tendría que esperar hasta el 23 de enero de 2016 para marcar en la Bundesliga 2015-16, donde convirtió tras habilitación de Henrikh Mkhitaryan en la victoria por 1-3 sobre el Borussia Mönchengladbach, asistiendo además en el primer gol a Marco Reus siendo nombrado el jugador del partido. Sin embargo, el 6 de mayo se anunció que había sufrido una dislocación de rótula durante un entrenamiento, quedando descartado para las dos últimas jornadas de Bundesliga, la final de la Copa de Alemania y de la Eurocopa 2016. Tras ser operado de la rodilla, se estimó que su recuperación tardaría al menos cuatro meses. En la final de la Copa de Alemania, el Dortmund cayó derrotado en los penales por 3-4 frente al Bayern de Múnich, tras empatar sin goles en el tiempo reglamentario. Entre la Bundesliga, la Copa de Alemania y la Liga Europa de la UEFA disputó 40 partidos y anotó 3 goles en la temporada 2015-16. Tanto en la Bundesliga como en la Copa de Alemania debieron conformarse con el segundo lugar en desmedro del Bayern de Múnich, mientras que en la Liga Europea de la UEFA avanzaron hasta cuartos de final donde fueron eliminados por el Liverpool por un resultado global de 5-4.

### Manchester City
El 2 de junio de 2016 se hizo oficial el fichaje de Gündoğan por el Manchester City por 27 millones de euros, siendo el primer fichaje de Pep Guardiola como técnico del Manchester City. Hizo su debut con el City el 14 de septiembre de ese mismo año ante el Borussia Mönchengladbach, en una jornada de Liga de Campeones. El City ganó 4-0 el partido. El 29 de octubre, anotó dos goles contra el West Bromwich Albion en la victoria del City por 4-0. También marcó dos goles contra el F. C. Barcelona, con resultado a favor del City por 3-1.
El 13 de febrero de 2018 marcó dos goles en la victoria 4 por 0 como visitantes sobre el F. C. Basilea de Suiza por los octavos de final ida de la Liga de Campeones 2017-18.
El 22 de mayo de 2022, en la Premier League 2021-22, el Manchester City se encontraba con 90 puntos, y el Liverpool F. C. con 89. El City jugó su partido ante el Aston Villa, mientras que el Liverpool frente al Wolverhampton Wanderers F. C., Ingresó a los 69 minutos de juego, cuando el partido se encontraba 0-2 a favor del Aston Villa, y 7 minutos después, a los 76', metió un gol de cabeza, luego el City metió otro gol y, con el partido 2-2, tras un pase de Kevin De Bruyne, anotó a los 81' el 3-2, definiendo así el marcador final y dándole el título al City.
El 10 de junio de 2023 se proclamó campeón de la Liga de Campones de la UEFA tras derrotar en la final 1-0 al Inter de Milán en Estambul, dándole así su primer título en la historia al conjunto citizen jugando todos los partidos como titular indiscutible, portando el brazalete de capitán y marcando un gol. Siendo este además su último partido con la camiseta del Manchester City tras 7 años.[cita requerida]

### F. C. Barcelona
Tras finalizar su contrato con el Manchester City, el 26 de junio de 2023 el F. C. Barcelona hizo oficial su fichaje para los siguientes dos años con opción a uno más. Su primer gol en España llegó el 28 de octubre en su primer clásico ante el Real Madrid C. F. Terminó la temporada con cinco goles y catorce asistencias en 51 encuentros. Además fue elegido en el equipo de la temporada de LALIGA.

### Regreso a Mánchester
Después de un año en Barcelona, el 23 de agosto de 2024 se hizo oficial su vuelta al Manchester City por una temporada tras llegarse a un acuerdo para su traspaso.

## Selección nacional

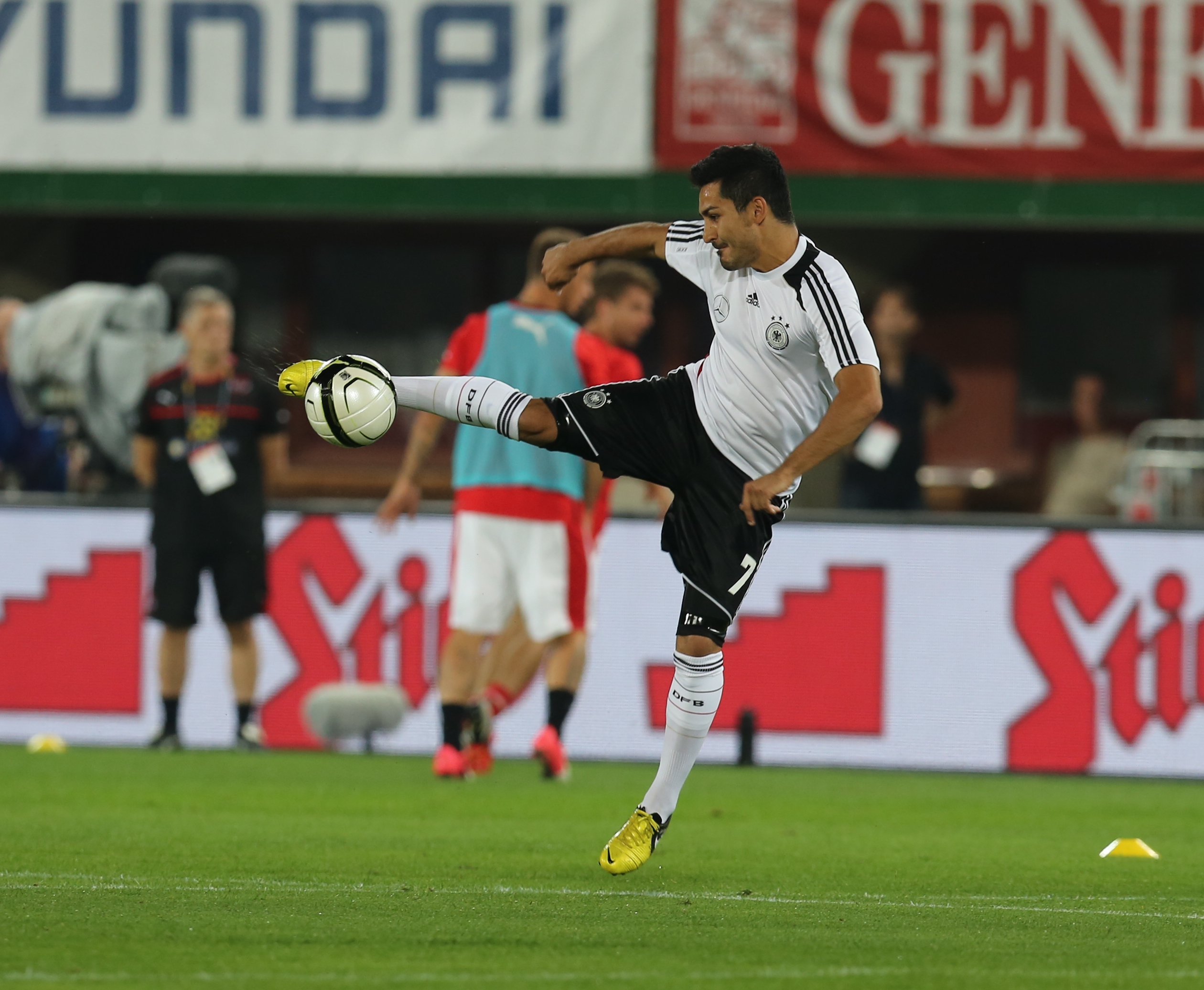
Gündoğan con la en 2012.

Fue llamado para la selección de Alemania absoluta, en agosto de 2011 para un partido amistoso contra Brasil, pero no entró al campo de juego por decisión técnica. Dos días después, fue llamado desde la selección de Turquía, ya que también posee esta nacionalidad, debido a la emigración de sus padres a este país. Y aunque para él es muy difícil tomar la decisión de rechazarla, se decantó por jugar en su país de nacimiento Alemania, ya que pasó casi toda su vida allí. El 11 de octubre de 2011, hizo su debut con Alemania después de entrar como sustituto para el capitán Philipp Lahm durante los últimos seis minutos de la victoria por 3-1 ante la selección de Bélgica en un partido de clasificación para la Eurocopa 2012 en el ESPRIT Arena.
En mayo de 2012, fue seleccionado por el director Joachim Löw para el plantel de 23 jugadores para la UEFA Euro 2012, con el dorsal número 2. Alemania llegó a las semifinales, pero Gündoğan no jugó.
El 26 de marzo de 2013 anotó su primer gol para Alemania, el 4-1 en un partido de clasificación para la Copa Mundial de Fútbol de 2014 contra Kazajistán en el Frankenstadion de Núremberg.
Anotó su segundo gol en su próximo partido, un amistoso el 14 de agosto de 2013 en el Fritz-Walter Stadion de Kaiserslautern ante Paraguay. En ese partido, se retiró con una lesión en la espalda, lo cual trajo como consecuencia que se perdiera el Mundial de 2014, en el cual Alemania salió campeón. Luego se recuperó y disputó varios partidos para la clasificación de la Eurocopa 2016, hasta que el 6 de mayo de 2016, anunció que no iba a participar en la Eurocopa por una lesión en la rodilla.
El 4 de junio de 2018 el seleccionador Joachim Löw lo incluyó en la lista de 23 para el Mundial.
El 19 de agosto de 2024 anunció su retirada como internacional después de 82 partidos jugados, en los que marcó 19 goles, y haber participado en dos ediciones de la Copa Mundial y en tres de la Eurocopa.

### Participaciones en Copas del Mundo
| Mundial                        | Sede  | Resultado    | Partidos | Goles |
| ------------------------------ | ----- | ------------ | -------- | ----- |
| Copa Mundial de Fútbol de 2018 | Rusia | Primera fase | 1        | 0     |
| Copa Mundial de Fútbol de 2022 | Catar | Primera fase | 3        | 1     |

### Participaciones en Eurocopas
| Copa          | Sede              | Resultado        | Partidos | Goles |
| ------------- | ----------------- | ---------------- | -------- | ----- |
| Eurocopa 2012 | Polonia y Ucrania | Semifinales      | 0        | 0     |
| Eurocopa 2020 | Europa            | Octavos de final | 3        | 0     |
| Eurocopa 2024 | Alemania          | Cuartos de final | 5        | 1     |

## Estadísticas

### Clubes
Actualizado al último partido disputado el 30 de junio de 2025.
| Club                             | Div.          | Temporada     | Liga  | Liga  | Liga   | Copas nacionales | Copas nacionales | Copas nacionales | Copas internacionales | Copas internacionales | Copas internacionales | Total | Total | Total  |
| Club                             | Div.          | Temporada     | Part. | Goles | Asist. | Part.            | Goles            | Asist.           | Part.                 | Goles                 | Asist.                | Part. | Goles | Asist. |
| -------------------------------- | ------------- | ------------- | ----- | ----- | ------ | ---------------- | ---------------- | ---------------- | --------------------- | --------------------- | --------------------- | ----- | ----- | ------ |
| F. C. Núremberg · Alemania       | 2.ª           | 2008-09       | 1     | 0     | 0      | —                | —                | —                | —                     | —                     | —                     | 1     | 0     | 0      |
| F. C. Núremberg · Alemania       | 1.ª           | 2009-10       | 24    | 2     | 2      | 2                | 1                | 1                | —                     | —                     | —                     | 26    | 3     | 3      |
| F. C. Núremberg · Alemania       | 1.ª           | 2010-11       | 25    | 5     | 3      | 1                | 0                | 0                | —                     | —                     | —                     | 26    | 5     | 3      |
| F. C. Núremberg · Alemania       | Total club    | Total club    | 50    | 7     | 5      | 3                | 1                | 1                | 0                     | 0                     | 0                     | 53    | 8     | 6      |
| Borussia Dortmund · Alemania     | 1.ª           | 2011-12       | 28    | 3     | 3      | 6                | 1                | 1                | 2                     | 0                     | 0                     | 36    | 4     | 4      |
| Borussia Dortmund · Alemania     | 1.ª           | 2012-13       | 28    | 3     | 3      | 5                | 0                | 0                | 12                    | 1                     | 1                     | 45    | 4     | 4      |
| Borussia Dortmund · Alemania     | 1.ª           | 2013-14       | 1     | 0     | 0      | 2                | 1                | 1                | —                     | —                     | —                     | 3     | 1     | 1      |
| Borussia Dortmund · Alemania     | 1.ª           | 2014-15       | 23    | 3     | 4      | 4                | 0                | 0                | 6                     | 0                     | 1                     | 33    | 3     | 5      |
| Borussia Dortmund · Alemania     | 1.ª           | 2015-16       | 25    | 1     | 3      | 5                | 1                | 1                | 10                    | 1                     | 3                     | 40    | 3     | 7      |
| Borussia Dortmund · Alemania     | Total club    | Total club    | 105   | 10    | 13     | 22               | 3                | 3                | 30                    | 2                     | 5                     | 157   | 15    | 21     |
| Manchester City F. C. Inglaterra | 1.ª           | 2016-17       | 10    | 3     | 1      | 0                | 0                | 0                | 6                     | 2                     | 1                     | 16    | 5     | 2      |
| Manchester City F. C. Inglaterra | 1.ª           | 2017-18       | 30    | 4     | 1      | 9                | 0                | 4                | 9                     | 2                     | 2                     | 48    | 6     | 7      |
| Manchester City F. C. Inglaterra | 1.ª           | 2018-19       | 31    | 6     | 3      | 11               | 0                | 4                | 8                     | 0                     | 1                     | 50    | 6     | 8      |
| Manchester City F. C. Inglaterra | 1.ª           | 2019-20       | 31    | 2     | 1      | 10               | 1                | 0                | 9                     | 2                     | 0                     | 50    | 5     | 1      |
| Manchester City F. C. Inglaterra | 1.ª           | 2020-21       | 28    | 13    | 2      | 6                | 1                | 1                | 12                    | 3                     | 1                     | 46    | 17    | 4      |
| Manchester City F. C. Inglaterra | 1.ª           | 2021-22       | 27    | 8     | 4      | 6                | 2                | 1                | 10                    | 0                     | 1                     | 44    | 10    | 6      |
| Manchester City F. C. Inglaterra | 1.ª           | 2022-23       | 31    | 8     | 4      | 7                | 2                | 0                | 13                    | 1                     | 2                     | 51    | 11    | 6      |
| F. C. Barcelona · España         | 1.ª           | 2023-24       | 36    | 5     | 9      | 5                | 0                | 1                | 10                    | 0                     | 4                     | 51    | 5     | 14     |
| F. C. Barcelona · España         | Total club    | Total club    | 36    | 5     | 9      | 5                | 0                | 1                | 10                    | 0                     | 4                     | 51    | 5     | 14     |
| Manchester City F. C. Inglaterra | 1.ª           | 2024-25       | 33    | 1     | 6      | 7                | 0                | 0                | 14                    | 4                     | 1                     | 54    | 5     | 7      |
| Manchester City F. C. Inglaterra | 1.ª           | 2025-26       | 0     | 0     | 0      | 0                | 0                | 0                | 0                     | 0                     | 0                     | 0     | 0     | 0      |
| Manchester City F. C. Inglaterra | Total club    | Total club    | 221   | 45    | 22     | 56               | 6                | 10               | 81                    | 14                    | 9                     | 358   | 65    | 41     |
| Total carrera                    | Total carrera | Total carrera | 412   | 67    | 49     | 86               | 10               | 15               | 121                   | 16                    | 18                    | 619   | 93    | 82     |
| 1. 2.                            |               |               |       |       |        |                  |                  |                  |                       |                       |                       |       |       |        |

### Selección nacional
La siguiente tabla detalla los encuentros disputados y los goles marcados por Gündoğan con la selección alemana.
| Selección | Año   | Amistosos | Amistosos | Amistosos | Clasificatorias | Clasificatorias | Clasificatorias | Mundiales | Mundiales | Mundiales | Torneos europeos | Torneos europeos | Torneos europeos | Total | Total | Total  |
| Selección | Año   | Part.     | Goles     | Asist.    | Part.           | Goles           | Asist.          | Part.     | Goles     | Asist.    | Part.            | Goles            | Asist.           | Part. | Goles | Asist. |
| --------- | ----- | --------- | --------- | --------- | --------------- | --------------- | --------------- | --------- | --------- | --------- | ---------------- | ---------------- | ---------------- | ----- | ----- | ------ |
| Alemania  | 2011  | 0         | 0         | 0         | 1               | 0               | 0               | -         | -         | -         | -                | -                | -                | 1     | 0     | 0      |
| Alemania  | 2012  | 3         | 0         | 0         | 0               | 0               | 0               | -         | -         | -         | 0                | 0                | 0                | 3     | 0     | 0      |
| Alemania  | 2013  | 2         | 1         | 1         | 2               | 1               | 1               | -         | -         | -         | -                | -                | -                | 4     | 2     | 2      |
| Alemania  | 2014  | 0         | 0         | 0         | 0               | 0               | 0               | -         | -         | -         | -                | -                | -                | 0     | 0     | 0      |
| Alemania  | 2015  | 3         | 0         | 0         | 5               | 2               | 1               | -         | -         | -         | -                | -                | -                | 8     | 2     | 1      |
| Alemania  | 2016  | 1         | 0         | 0         | 3               | 0               | 1               | -         | -         | -         | -                | -                | -                | 4     | 0     | 1      |
| Alemania  | 2017  | 2         | 0         | 0         | 0               | 0               | 0               | -         | -         | -         | -                | -                | -                | 2     | 0     | 0      |
| Alemania  | 2018  | 5         | 0         | 0         | 1               | 0               | 0               | 1         | 0         | 0         | -                | -                | -                | 7     | 0     | 0      |
| Alemania  | 2019  | 1         | 0         | 0         | 7               | 3               | 2               | -         | -         | -         | -                | -                | -                | 8     | 3     | 2      |
| Alemania  | 2020  | 1         | 0         | 0         | 4               | 1               | 0               | -         | -         | -         | -                | -                | -                | 5     | 1     | 0      |
| Alemania  | 2021  | 1         | 1         | -         | 3               | 2               | 0               | -         | -         | -         | 3                | -                | -                | 7     | 3     | 0      |
| Total     | Total | 19        | 2         | 1         | 26              | 9               | 5               | 1         | 0         | 0         | 3                | 0                | 0                | 49    | 11    | 6      |

## Palmarés

### Títulos nacionales
| Título                | Club                  | País       | Año  |
| --------------------- | --------------------- | ---------- | ---- |
| Bundesliga            | Borussia Dortmund     | Alemania   | 2012 |
| Copa de Alemania      | Borussia Dortmund     | Alemania   | 2012 |
| Supercopa de Alemania | Borussia Dortmund     | Alemania   | 2013 |
| Copa de la Liga       | Manchester City F. C. | Inglaterra | 2018 |
| Premier League        | Manchester City F. C. | Inglaterra | 2018 |
| Community Shield      | Manchester City F. C. | Inglaterra | 2018 |
| Copa de la Liga       | Manchester City F. C. | Inglaterra | 2019 |
| Premier League        | Manchester City F. C. | Inglaterra | 2019 |
| FA Cup                | Manchester City F. C. | Inglaterra | 2019 |
| Community Shield      | Manchester City F. C. | Inglaterra | 2019 |
| Copa de la Liga       | Manchester City F. C. | Inglaterra | 2020 |
| Copa de la Liga       | Manchester City F. C. | Inglaterra | 2021 |
| Premier League        | Manchester City F. C. | Inglaterra | 2021 |
| Premier League        | Manchester City F. C. | Inglaterra | 2022 |
| Premier League        | Manchester City F. C. | Inglaterra | 2023 |
| FA Cup                | Manchester City F. C. | Inglaterra | 2023 |

### Títulos internacionales
| Título                       | Club                  | Sede     | Año  |
| ---------------------------- | --------------------- | -------- | ---- |
| Liga de Campeones de la UEFA | Manchester City F. C. | Estambul | 2023 |

### Distinciones individuales
| Distinción                                                      | Año  |
| --------------------------------------------------------------- | ---- |
| Parte de los 100 mejores jugadores del mundo según The Guardian | 2022 |
| Futbolista del año en Alemania                                  | 2023 |